# ラス・フリーマン (ギタリスト)
ラス・フリーマン（Russ Freeman、本名：James Russell Freeman、1960年2月11日 - ）は、アメリカ・テネシー州ナッシュヴィル出身のフュージョンで活躍しているギタリスト。ザ・リッピントンズのリーダー。ギターのほかにもキーボードやベース、ドラム、プログラミングもこなす。ピーク・レコードの創設者の一人。
まったく同じ表記のウェストコースト・ジャズ・ピアニストのラス・フリーマン（Russell Donald Freeman）と混同されることがしばしばあり、同名ピアニストが2002年6月に死去した際にはオール・ミュージック・ガイド等、ネット上などで混乱を起こした。 

## 略歴
音楽家であった父の影響で11歳よりギターを演奏し始める。カリフォルニア大学ロサンゼルス校で作曲を学ぶ。テレビやコマーシャル・ソングを手がけるようになり、スタジオ・ミュージシャンとしても活動するようになる。1985年にアルバム『ノクターナル・プレイグラウンド』（Brainchild）を発表。1986年にザ・リッピントンズを結成し、GRPレコードより正確にはザ・リッピントンズ・フィーチャリング・ラス・フリーマン名でアルバム『ムーンライティング』を発表、以後このグループを中心に活動していくこととなる。
『ムーンライティング』にも参加したケニーGやデイヴィッド・ベノワとは仲が良く、ベノワとはザ・ベノワ・フリーマン・プロジェクトというユニットを作り、アルバム『ミラージュ』（The Benoit/Freeman Project、GRP）を1994年に、2004年にアルバム『ストラッティン』（The Benoit/Freeman Project2、ピーク・レコード）を発表している。
1990年発表のT-SQUAREのアルバム『NATURAL』にプロデューサーとして参加。
ソロ名義では1995年にクリスマス・アルバム『ホリデイ』（GRP）を発表している。1996年にマネージャーのアンディー・ハワードと自己レーベルピーク・レコードをGRP内に設置、ザ・リッピントンズ結成10年目となる1997年に独立し、BMG傘下のウィンダム・ヒル・レコードに移る。このレーベルと契約中の1999年にギタリストのクレイグ・チャキーコとの共作アルバム『From the Redwoods to the Rockies』を発表した。
2000年にウィンダム・ヒルはジャズ部門を撤退、フリーマンはレーベルごとコンコード・ミュージック・グループに移り、ザ・リッピントンズのメンバーとなるエリック・マリエンサル等のアーティストと契約をし始める。2002年に久々のソロ作『ドライヴ』を発表した。

## 演奏
アルバムではギター以外にもキーボード、ベース、ドラム・プログラミング、ミックスなど多くのパートをセルフ・プロデュースすることが多い。
ギター・プレイはラリー・カールトン、リー・リトナーなどの影響を受けたジャズ+ロックなフレーズを非常に滑らかに奏でる。一方でジミ・ヘンドリックスの影響も受けており、ライブではアメリカ国歌をソロで演奏することもある。
初期はギターシンセサイザーを多様。ギターとのユニゾン以外にも、ソロ・パートで演奏されている。現在のメインはBrian Moore。

## ディスコグラフィ

### リーダー・アルバム
- 『ノクターナル・プレイグラウンド』 - Nocturnal Playground (1986年、Brainchild、Alfa International (国内盤))
- 『ミラージュ』 - The Benoit/Freeman Project (1994年、GRP) ※with デイヴィッド・ベノワ
- 『ホリデイ』 - Holiday (1995年、GRP)
- From the Redwoods to the Rockies (1999年、Peak/Windham Hill) ※with クレイグ・チャキーコ
- 『ドライヴ』 - Drive (2002年、Peak)
- 『ストラッティン』 - The Benoit/Freeman Project 2 (2004年、Peak) ※with デイヴィッド・ベノワ

### 参加アルバム
デイヴィッド・ベノワ
- 『フリーダム・アット・ミッドナイト』 - Freedom at Midnight (1987年、GRP)
- 『エヴリ・ステップ・オブ・ザ・ウェイ』 - Every Step of the Way (1988年、GRP)

その他
- カール・アンダーソン : 『夏の夢のかけら』 - Pieces of a Heart (1990年、GRP)
- カール・アンダーソン : 『ファンタジー・ホテル』 - Fantasy Hotel (1992年、GRP)
- スティーヴ・ベイリー : 『キー・ウエスト・サンセット』 - Dichotomy (1994年、Justice)
- ブライアン・ブロムバーグ : Basses Loaded (1988年、Intima)
- ダグ・キャメロン : Passion Suite (1987年、Spindletop)
- ロレイン・フェザー : The Body Remembers (1996年、Bean Bag)
- ブランダン・フィールズ : 『アザー・プレイセス』 - Other Places (1990年、Nova)
- グレッグ・カルーカス : GK (2009年、Trippin 'n' Rhythm)
- ジェフ・カシワ : Peace of Mind (2004年、Native Language)
- マイケル・リングトン : A Foreign Affair Christmas (2019年、Copenhagen Music)
- バリー・マニロウ : 『BARRY MANILOW』 - Barry Manilow (1989年、Arista)
- エリック・マリエンサル : 『ターン・アップ・ザ・ヒート』 - Turn Up the Heat (2001年、Peak)
- エリック・マリエンサル : 『ガット・ユー・カヴァード』 - Got You Covered! (2005年、Peak)
- ジェイソン・マイルズ : To Grover with Love (2006年、ARTizen)
- アルフォンス・ムゾーン : On Top of the World (1994年、Tenacious)
- アルフォンス・ムゾーン : The Survivor (1992年、Tenacious)
- フィル・ペリー :  Pure Pleasure (1994年、GRP)
- フィル・ペリー : 『マジック』 - Magic (2001年、Peak)
- ネルソン・ランジェル : 『イン・エヴリ・モーメント』 - In Every Moment (1992年、GRP)
- エミリー・レムラー : This Is Me (1990年、Justice)
- ポール・テイラー : Undercover (2000年、N-Coded)
- ティム・ワイズバーグ : 『虹の彼方に』 - Outrageous Temptations (1989年、Cypress)